# Салустијано Санчез
Салустијано Санчез Бласкез (шп. Salustiano Sánchez Blázquez; Ел Техадо де Бехар, 8. јун 1901 — Најагара Фолс, 13. септембар 2013) био је шпанско-амерички суперстогодишњак који је према гинисовој књизи рекорда носио титулу најстаријег живог мушкарца на свету у периоду од 12. јуна до 13. септембра 2013. године.

## Биографија
Салустијано Санчез Бласкез рођен је у Ел Техадо де Бехару, Кастиља и Леон, Шпанија, 8. јуна 1901. године. Школу је похађао до 10. године. У доби од 17 година преселио се на Кубу ради посла. У августу 1920. године, преселио се у Сједињене Америчке Државе, где је прво радио у рудницима угља у Линчу, у америчкој савезној држави Кентаки. Године 1934. оженио се супругом Перл (1906–1988). Имали су двоје деце, сина по Џонa (рођеног 1940) и ћерку Ајрин (рођену 1944).
25. јула 2012. године, након смрти 111-годишњег Шелбија Хариса, постао је најстарији живи мушкарац у Сједињеним Америчким Државама.
12. јуна 2013. године, након смрти 116-годишњег Џироемона Кимуре из Јапана, постао је најстарији живи мушкарац на свету.
Салустијано Санчез Бласкез преминуо у Најагара Фолсу, Њујорк, Сједињене Америчке Државе, 13. септембра 2013. године, у доби од 112 година и 97 дана. Након његове смрти, тада 112-годишњи Ернест Пероно, преузео је титулу најстаријег живог мушкарца на свету.